# Tapinella corrugata
Tapinella corrugata är en svampart som först beskrevs av George Francis Atkinson, och fick sitt nu gällande namn av Edouard-Jean Gilbert 1931. Tapinella corrugata ingår i släktet Tapinella och familjen Tapinellaceae.   Inga underarter finns listade i Catalogue of Life.